# Decade (tijd)
Een decade is, als eenheid van tijd, een periode van 10 dagen. Bekend werd zij door gebruik in de Franse republikeinse kalender, waar zij de week verving.

## Geschiedenis
Het woord is afkomstig van het Griekse δεκάς (dekás) hetgeen tiental betekent. In het oude Egypte werden de maanden in drie delen opgedeeld. Ook in de verschillende Griekse kalenders wordt de decade als tijdseenheid genoemd. Aangezien de maankalender voor de maanden niet altijd met precies dertig dagen berekend kan worden, bestonden er verschillende rekenmethodes om de derde decade van de maand te berekenen (bijv. de Boeotische en Attische kalenderberekening).
Na de Franse Revolutie werd in Frankrijk een alternatieve kalender uitgevoerd, die in 1793 in kracht trad. In dit systeem bestaat een maand uit 3 décades. Negen jaar later, oftewel vier jaar voor de opheffing van het systeem in 1806, werd hier toch de zevendaagse week weer ingevoerd.

## Andere betekenissen
Onder invloed van het Engels wordt decade in het Nederlands tegenwoordig soms gebruikt voor een periode van tien jaar. Dit is feitelijk onjuist, een valse vriend en tevens een anglicisme. Het juiste woord voor deze periode in het Nederlands is decennium.
In de wiskunde en natuurkunde is een decade een bereik van de waarden van een natuurkundige grootheid met een onder- en een bovengrens die machten van 10 zijn en één factor 10 verschillen.